# A Szent Korona ötvösszakmai vizsgálata

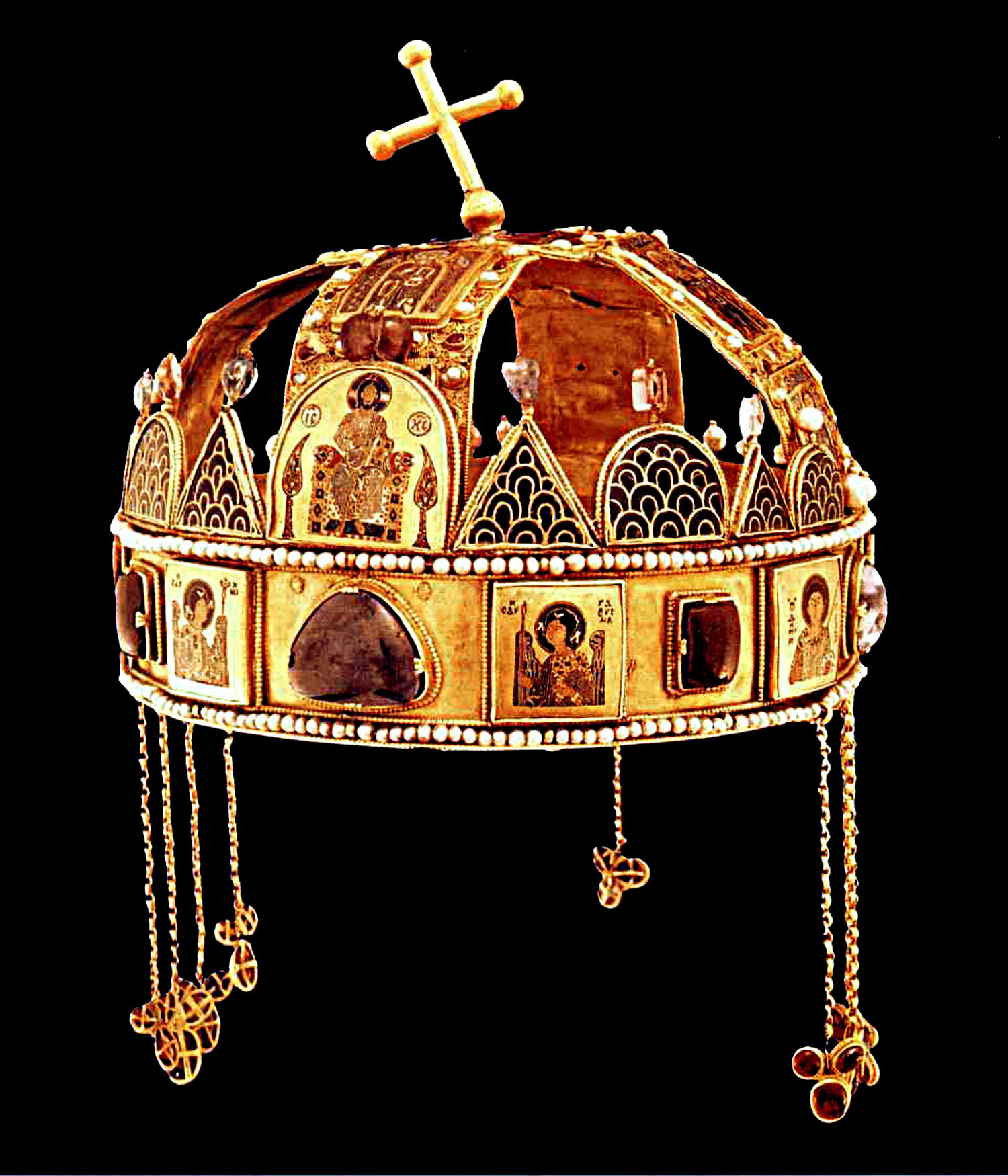
A Szent Korona elölnézete

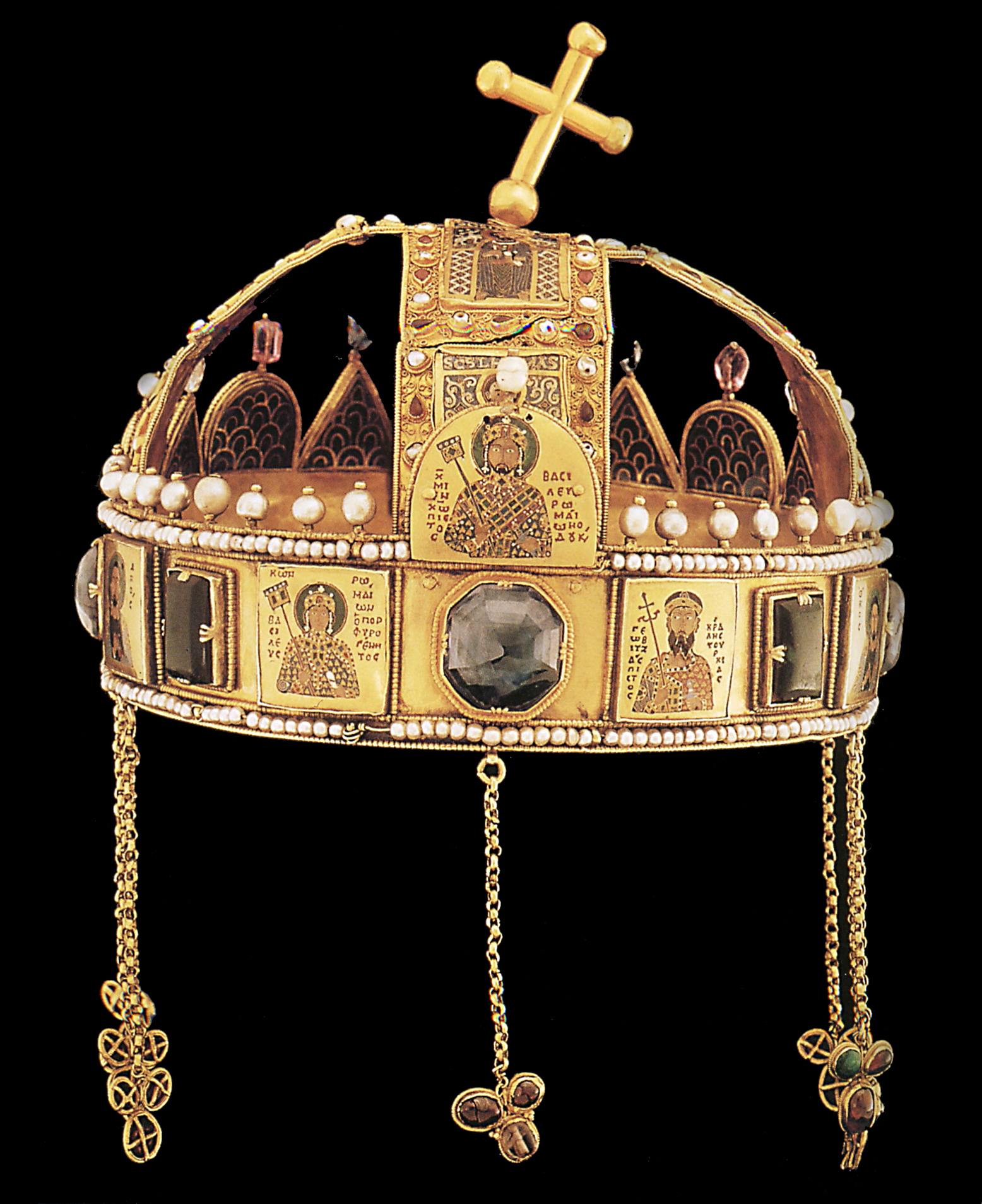
A Szent Korona hátulnézete

A magyarországi rendszerváltás után Korona Bizottság néven testület alakult a Szent Korona alapos tudományos vizsgálatára. A bizottság tagjai voltak: dr. Lovag Zsuzsa, Kovács Éva, valamint Péri József és Papp László ötvösművészek. A bizottság a korona eredetével kapcsolatos évszázados vitakérdések legfontosabbjai köré összpontosította vizsgálódásait.

## A korona egységessége
A szakértők megállapították, hogy a koronának nincs egységes szerkezete. Ha egyszerre, egy feladatmeghatározás alapján készítették volna az ötvösök a fejéket, akkor  először egy egységes szerkezetet alakítottak volna ki, és erre kerültek volna fel az ugyancsak egységes stílusú díszítmények. Azonban mind az egységes szerkezet, mind pedig az ékítmények egységes stílusa hiányzik. A korona két, markánsan elkülönülő részből áll, és a két rész összeillesztésének a minősége messze elmarad az egyes részek ötvösszakmai színvonalától.
A szembetűnően kezdetleges szegecselés, a felesleges furatok, a „latin korona” csonka pántjai, a latin Pantokrátor utólagos átfúrása mind ellene szól az egységes tervezésnek.
A különféle eredetű főbb részeket tervszerűtlenül, technológiailag esetlenül állították össze. Ezt csak az indokolhatja, hogy az adott helyen és időben nem állt rendelkezésre szakműhely, megfelelő tudású, készségű szakember, szerszám, alapanyag. A szakszerűtlen megoldások elfogadására minden bizonnyal csak egyéb fontos szempontok miatt kerülhetett sor.

## A Corona Graeca szerkezete
A görög korona abroncsa, az első és a hátsó kép fenéklemeze és a pártázat kontúrlemeze között nincs forrasztási nyom. Ez azt bizonyítja, hogy ezek a részek ugyanabból az anyagból kivágva készültek. Nem tartható az az álláspont, amely szerint a görög korona jelenlegi formája fokozatos átalakítások eredménye lenne. Az abroncs vízszintes karcai a kovácsolt lemez habkővel végzett lesimításából adódnak, és a pártázat kontúrlemezén is folytatódnak. A Corona Graeca egésze a csüngőkkel együtt azonos anyagból, egyszerre készült. Az abroncs és a képek, illetve a felettük elhelyezett párták között nincs megfelelő összefüggés. Láthatóan az ötvösöknek a már meglévő képeket kellett felszerelni az abroncsra.
A képek készítésének egyedi jelei, az apró részletek egyezései alapján megállapítható, hogy mind a tíz kép egy kéz, vagy legalábbis egy műhely alkotása. A képek tökéletes kompozíciója éles ellentétben áll a foglalatok hibás kiosztásával, a foglaló karmok nyers megmunkálásával. A karmos foglalási mód egyébként Bizáncban alig fordult elő.

## A Dukasz-lemez problémája

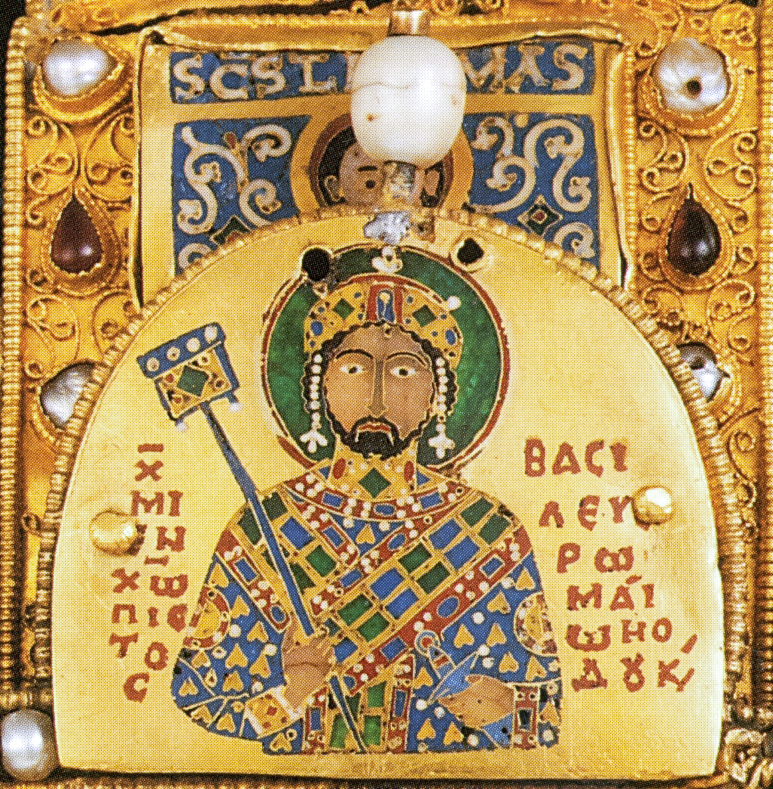
A Dukász-lemez, mögötte Szent Tamás latin lemezével

A Dukasz-kép szabálytalan felszerelése is azt mutatja, hogy a görög korona ilyen állapotban nem kerülhetett ki bizánci műhelyből. A kép soha nem lehetett a mögötte lévő foglalatban, hiszen annál jóval szélesebb és magasabb. A foglalat nyilván egy másik, belehelyezhető méretű lemeznek készült, ami a korona készítése során valamely okból használhatatlanná vált. Ekkor a korona egészét már nem lehetett hőkezelésnek alávetni a többi kép miatt, ezért szegecselésre volt szükség. A szegecselés nem volt tökéletes megoldás, a kép lötyögött a helyén, ezért  Ferenc József koronázása előtt azt – szakmailag meglehetősen barbár módon – cinezéssel rögzítették.

## A Corona Latina
Az ötvösök a latin koronát belülről vizsgálva azt állapították meg, hogy a pántokon minden apostolkép alatt homorulat található. Ugyanilyen homorulat, illetve annak kezdeménye figyelhető meg a pántok végén, a görög korona által már takart helyen is. Ez azt bizonyítja, hogy a pántokon, a „latin koronává” történt formálásuk előtt négyszer három, azaz tizenkét apostol képe szerepelt, és csak a korona összeállításakor hagytak el közülük négyet, mert nem fértek rá a tárgyra. Ez feleslegessé teszi azt a sokféle elméletet, amivel a kutatók eddig a nyolc apostol szerepeltetését próbálták magyarázni a tizenkettő helyett.
Az ötvösszakmai vizsgálat megállapításai szerint a pántok eleve egy kupolás tárgy számára készültek, azaz nem bizonyítható az a feltevés, hogy korábban esetleg egy könyv borítóját díszíthették. Péri József végkövetkeztetésében dr. Lovag Zsuzsa felismerése és mérései nyomán bizonyosra veszi, hogy az eredeti kupolás tárgy koponyaereklye-tartó, herma lehetett.
A latin Pantokrátor kompozíciójában és részleteiben is annyira hasonlít a göröghöz, hogy nyilvánvalóan az előbbi az utóbbi másolata. (A világon csak két olyan Pantokrátor-kép ismert, amelyen Krisztus mellett két ciprusfa látható: egy latin és egy görög, és mindkettő a Szent Koronán található.)

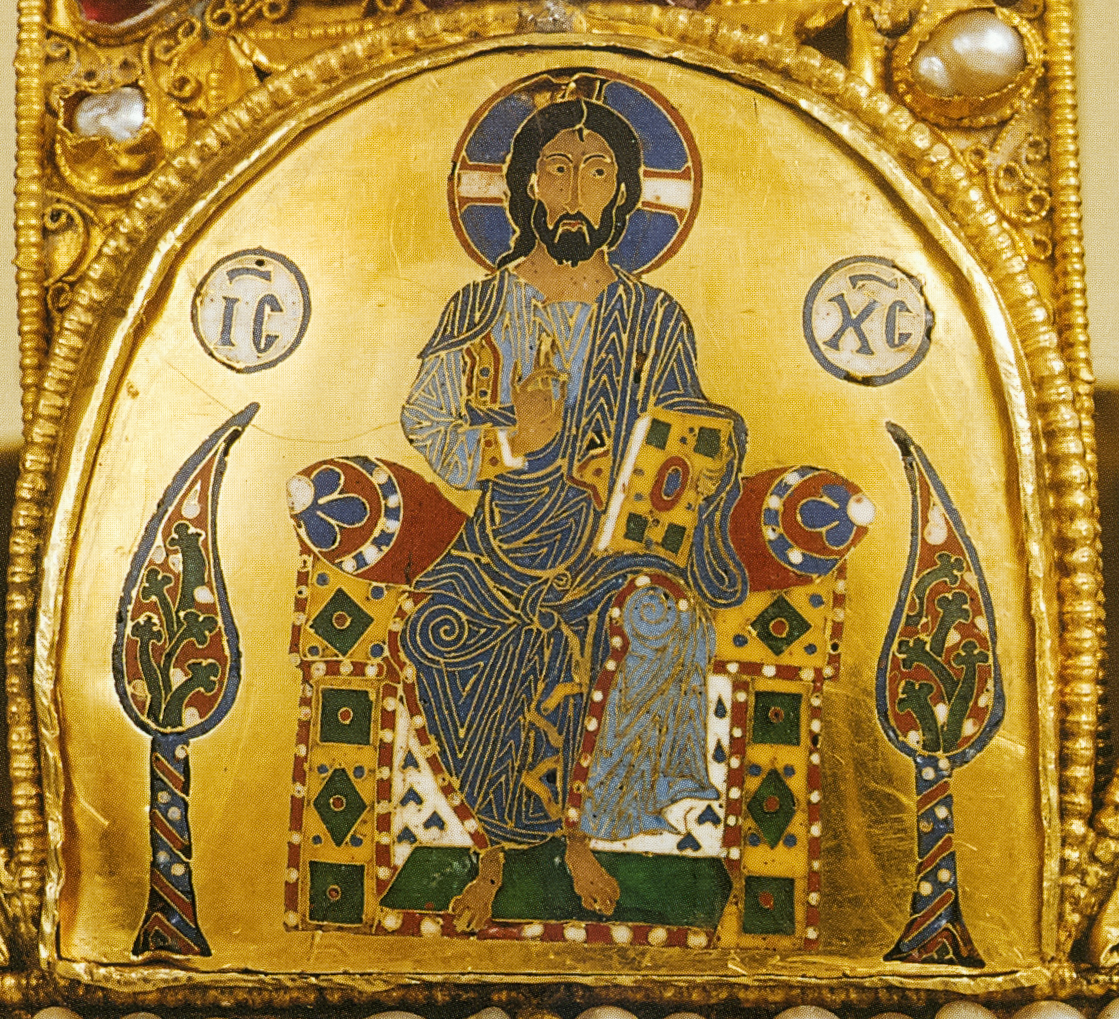
A görög Pantokrátor
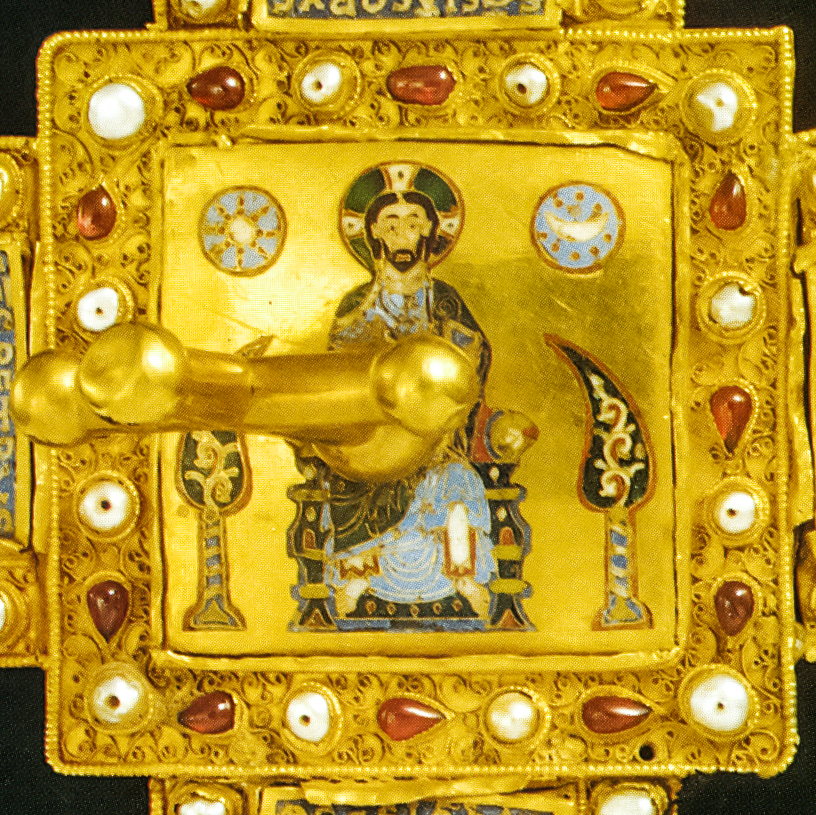
A latin Pantokrátor a korona tetején, a kereszttel átfúrva

## Végkövetkeztetések
Péri József összefoglalásképpen a felvetődő kérdésekre a következő megoldást javasolja:
- 1067, azaz Dukász Mihály trónra lépése után Magyarországra érkezett az a tárgy, amely a Corona Graeca képeit hordozta.

- E képekből, pártákból Magyarországon elkészítik a bizantinizáló – de szakmai színvonalában jóval kezdetlegesebb – „görög koronát”. Ezzel koronázhatták meg Gézát a mogyoródi csata után. Ezen már ott volt a Dukász-kép, amint azt Iréné császárné híradása tanúsítja.

- Az 1083-ban felemelt Szent István számára elkészítik a koponyaereklye-tartót, rajta a latin Pantokrátorral, amit a görög pantokrátorról másoltak.

- Később ezzel az ereklyetartóval boltozzák be a görög koronát, hogy kamelaukion típusú koronát kapjanak. Ekkor átfúrják a latin Pantokrátort a kereszt számára. Az utólagos fúrást bizonyítja a lyuk körüli fémgyűrű hiánya, a rekeszek roncsolódásai és a közülük kiporló zománc.

- A kereszt nem lehetett a mai, mert a jelenlegi kereszt készítési módja a többi résztől teljesen idegen, és ötvösszakmailag a 16. századra datálható.